# 7 Wonders (igra)
7 чуда (7 Wonders) је друштвена игра коју је креирао Антоин Бауза 2010. године и коју је оригинално објавила белгијска продукција Репос. 7 чуда је игра цивилизацијског развоја која се се игра помоћу три шпила карата са приказима древних цивилизација, војних сукоба и комерцијалних активности. Игра је поред осталих награда 2011. године понела титулу најбоље игре године (Spiel des Jahres Winner)

## Опис и правила
7 чуда је  карташка игра која приказује древне цивилизације, а на почетку игре, сваки играч насумично добија таблу за игру која се зове "Табла чуда". На свакој табли је по једно  оригинално светско чудо (Седам чуда античког света). Играчи постављају карте које представљају различите материјале и структуре око својих Вондер плоча. Даске су двостране, чуда на страни А се генерално лакше граде, док она на страни Б пружају занимљивије погодности. 
Игра води кроз три доба, три ере, у игри познате као I, II и III доба, од којих свако користи своје шпилове карата. У сваком добу, сваком играчу се насумично дели седам карата из одређеног шпила. Сваки пут по потезу, сваки играч бира карту за игру из руке, а затим преостале карте (лицем према доле) прослеђује следећем играчу до себе. Овај процес се понавља све док се не одигра са пет од седам карата. У овом тренутку, сваки играч мора да изабере и одигра једну од преостале две карте, а другу да одбаци.
Свака карта представља структуру, а играње те карте се назива изградњом структуре. Да би изградио ту грађевину, играч мора прво платити све трошкове изградње, у новчићима или у једном од седам ресурса. Играч којем недостају расположиви ресурси може платити својим директним суседима да користе њихове ресурсе, обично по два новчића по ресурсу, под условом да су и суседу ресурси доступни.
Играчи се током игре труде да развију свој град и тако сакупе поене, а поене такође могу да скупљају нападима на суседне играче на табли.
Постоји седам врста картица које представљају различите врсте грађевина, а које су одређене бојом позадине:
1. Смеђе карте (сировине) обезбеђују један или два од четири сировинска ресурса који се користе у игри (дрво, руда, глина и камен).
2. Сиве карте (индустријска роба) обезбеђују један од три материјала која се користи у игри (стакло, папирус и текстил).
3. Црвене карте (војне структуре) садрже симбол "штита" они се сакупљају како би дали војну снагу играчу, која се користи за решавање сукоба на крају сваког доба.
4. Плаве карте (цивилне структуре) које обезбеђују фиксни број победничких поена.
5. Жуте карте (комерцијалне структуре) имају неколико ефеката: могу одобравати новчиће, ресурсе и победничке поене или смањити трошкове куповине ресурса од својих суседа.
6. Зелене карте (научне структуре) свака карта има један од три симбола. Комбинације различитих симбола доносе победничке поене.
7. Љубичасте карте које дају победничке бодове на основу структура које су играчи изградили.

Круг се наставља док се не истроше све картице из тог доба, а након што се потроше картице сва три доба игра се завршава.

## Експанзије
- 7 Wonders: Leaders (2011)
- 7 Wonders: Cities (2012)
- 7 Wonders: Wonder Pack (2013)
- 7 Wonders: Babel (2014)
- 7 Wonders: Leaders Anniversary Pack & Cities Anniversary Pack (2017)
- 7 Wonders: Armada (2018)
- 7 Wonders Second Edition (2020)